# Vasamedaljen

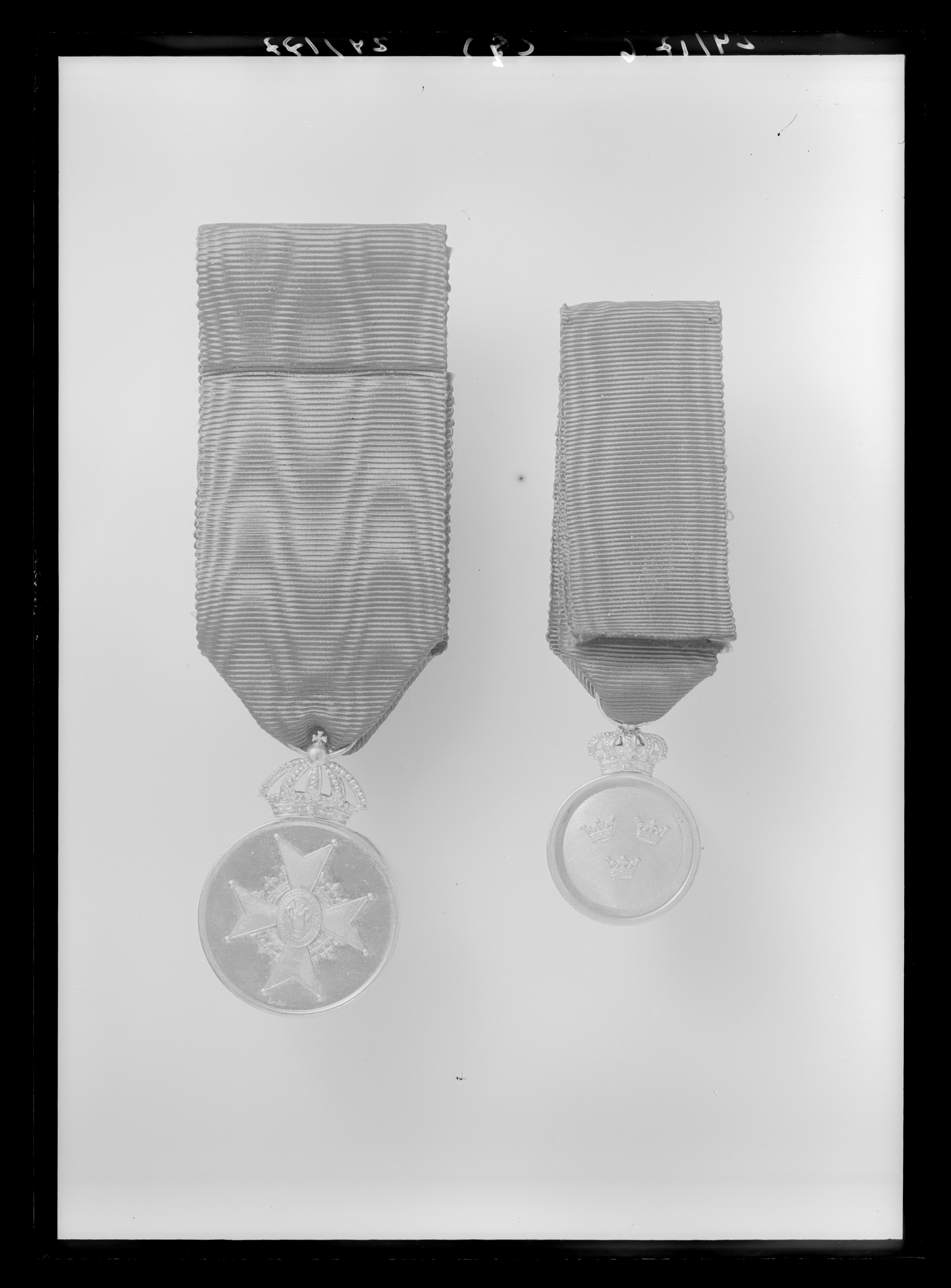
Vasamedaljen.

Vasamedaljen instiftades av konung Oscar II 1895 som belöningsmedalj för allmänt medborgerliga förtjänster, förlänad i guld och silver av 8:e och 5:e storleken. Den bär Vasaordens kors och reversen (frånsidan) glob belagd med riksvapnets tre kronor. Den bärs i grönt band. 
Vasamedaljen upphörde att utdelas efter ordensreformen 1975, men efter Belöningsreformens införande 2023 fastställdes Vasaordens nya statuter, där Vasamedaljen nu åter kan utdelas.

## Medaljörer (i urval)

### Civila medaljörer
- 6 oktober 1896: Wilhelmina Skogh, svensk näringslivspersonlighet
- januari 1920: Carl Wilhelm Asplund, Polis
- Bengt Olow
- Astrid Ahnfelt
- Judith Karlander
- Claes Smith
- Carl Moberg, Rörbäcksnäs, hemmansägare och poststationsföreståndare, 6 juni 1911

### Militära medaljörer
Samtliga nedan angivna medaljer delades ut 10 maj 1962 till svenskar som tjänstgjort som FN-soldat i Kongo.
- Oswald Söderqvist
- Eric Thors
- Nils Hedman
- Torsten Stålnacke
- Henry Lindberg

Utdelade 6 februari 1963, även dessa till svenskar som tjänstgjort som FN-soldat i Kongo.
- Anders Lundqvist, flygkapten
- Billy Nilsson, flygstyrman
- Thorbjörn Berg, flygmekaniker
- Sven Kempe, radiotelegrafist

Utdelade 23 april 1964, även dessa till svenskar som tjänstgjort som FN-soldat i Kongo.
- Stig von Bayer
- Thorwald Glantz